# Conus athenae
Conus athenae is een in zee levende slakkensoort uit het geslacht Conus. De slak behoort tot de familie Conidae. Conus athenae werd in 2011 beschreven door Filmer. Net zoals alle soorten binnen het geslacht Conus zijn deze slakken roofzuchtig en giftig. Zij bezitten een harpoenachtige structuur waarmee ze hun prooi kunnen steken en verlammen.